# Struggle
Struggle  es una película  de Austria, dirigida 
por  Ruth Mader  en 2005, y protagonizada por Aleksandra Justa, Gottfried Breitfuss, Margit Wrobel, Martin Brambach
Ruth Mader, directora y coguionista, se decidió a rodar este film tras oír hablar de los temporeros que llegaban a Austria para trabajar en la recogida de la fresa durante unas semanas en las que se veían obligados a vivir en contenedores en los campos de cultivo por un mísero salario. Rodada en fábricas reales, con trabajadores reales, el personaje principal, Ewa, también está basado en una historia real: la del padre de Mader, quien salía con chicas de Europa del Este que emigraban a Austria buscando una mejor forma de vida. Para contar esta historia de lucha por la existencia, la realizadora quiso captar todos los detalles del proceso: las caras, la duración, las fases, las manos, los gestos y todo ello trasladado a la frontera entre riqueza y pobreza que supone el límite entre Europa Oriental y Occidental.

## Sinopsis
Struggle es una historia de supervivencia. Centrada en los lugares de trabajo, la película cuenta la vida de una recogedora de fresas procedente de Europa del Este que llega a Austria buscando una existencia mejor para ella y su hija, y la vida de un agente inmobiliario de Viena . Struggle se desarrolla en distintos ambientes laborales: el campo, fábricas, oficinas, coches... e intenta mostrar la esperanza por dar un sentido a la vida. 